# Liste des épisodes de Marvel : Les Agents du SHIELD
La liste des épisodes de Marvel : Les Agents du SHIELD (Marvel's Agents of SHIELD), série télévisée américaine, est constituée de 136 épisodes de 45 minutes.

## Panorama des saisons
| Saison | Nombre d'Épisodes | Diffusion originale sur ABC | Diffusion originale sur ABC | Diffusion originale sur ABC |
| Saison | Nombre d'Épisodes | Années                      | Début de saison             | Fin de saison               |
| ------ | ----------------- | --------------------------- | --------------------------- | --------------------------- |
| 1      | 22                | 2013-2014                   | 24 septembre 2013           | 13 mai 2014                 |
| 2      | 22                | 2014-2015                   | 23 septembre 2014           | 12 mai 2015                 |
| 3      | 22                | 2015-2016                   | 29 septembre 2015           | 17 mai 2016                 |
| 4      | 22                | 2016-2017                   | 20 septembre 2016           | 16 mai 2017                 |
| 5      | 22                | 2017-2018                   | 1er décembre 2017           | 18 mai 2018                 |
| 6      | 13                | 2019                        | 10 mai 2019                 | 2 août 2019                 |
| 7      | 13                | 2020                        | 27 mai 2020                 | 12 août 2020                |

## Liste des épisodes

### Première saison (2013-2014)
Composée de vingt-deux épisodes, elle a été diffusée du 24 septembre 2013 au 13 mai 2014 sur ABC, aux États-Unis.
1. Des hommes et des dieux (Pilot)
2. Otages en plein ciel (0-8-4)
3. Gravitonium (The Asset)
4. Dans l'œil de l'espion (Eye Spy)
5. Scorch (Girl in the Flower Dress)
6. Virus alien (F.Z.Z.T.)
7. Roulette russe (The Hub)
8. Le Dernier Guerrier (The Well)
9. Le Fantôme (Repairs)
10. Super Soldats (The Bridge)
11. Les Arcanes du souvenir (The Magical Place)
12. Les Mauvais Génies (Seeds)
13. Projet Deathlok (T.R.A.C.K.S.)
14. T.A.H.I.T.I (T.A.H.I.T.I.)
15. Lorelei (Yes Men)
16. Haute Trahison (End of the Beginning)
17. Le Retour de l'Hydra (Turn, Turn, Turn)
18. Protocole éclipse totale (Providence)
19. Pour elle (The Only Light in the Darkness)
20. Un ennemi si proche (Nothing Personal)
21. Mission à l'ancienne (Ragtag)
22. Le Commencement de la fin (Beginning of the End)

Source : titres originaux sur IMDb.com

### Deuxième saison (2014-2015)
Le 8 mai 2014, la série a été renouvelée pour une deuxième saison de vingt-deux épisodes. Elle a été diffusée du 23 septembre 2014 au 12 mai 2015 sur ABC, aux États-Unis.
1. Les Héros de l'ombre (Shadows)
2. La Chasse (Heavy Is the Head)
3. L'Homme de glace (Making Friends and Influencing People)
4. Volte-face (Face My Enemy)
5. L'Ennemi commun (A Hen in the Wolf House)
6. Le Bien contre le mal (A Fractured House)
7. La Mémoire dans la peau (The Writing on the Wall)
8. Frères ennemis (The Things We Bury)
9. La Cité perdue (Ye Who Enter Here)
10. Transformation (What They Become)
11. Répliques (Aftershocks)
12. Mémoire d'Asgardienne (Who You Really Are)
13. La Vengeance de Cal (One of Us)
14. Le Vrai SHIELD (Love in the Time of HYDRA)
15. Sécession (One Door Closes)
16. Au-delà de la brume (Afterlife)
17. Melinda (Melinda)
18. Connais ton ennemi (Frenemy of my Enemy)
19. Les Six Fantastiques (The Dirty Half Dozen)
20. Cicatrices (Scars)
21. Incontrôlables (S.O.S.: Part One)
22. Sans merci (S.O.S.: Part Two)

Source : titres originaux sur IMDb.com

### Troisième saison (2015-2016)
Le 7 mai 2015, la série a été renouvelée pour une troisième saison de vingt-deux épisodes. Elle a été diffusée du 29 septembre 2015 au 17 mai 2016 sur ABC, aux États-Unis.
1. Les Lois de la nature (Laws of Nature)
2. Le Portail (Purpose in the Machine)
3. Le Genre inhumain (A Wanted (Inhu)man)
4. Lash (Devils You Know)
5. 4722 heures (4,722 Hours)
6. Le Monstre à l'intérieur (Among Us Hide…)
7. La Théorie du chaos (Chaos Theory)
8. La Genèse du mal (Many Heads, One Tale)
9. Prêt à tout (Closure)
10. Maveth (Maveth)
11. D'un battement de cœur (Bouncing Back)
12. Symposium (The Inside Man)
13. Coup de froid (Parting Shot)
14. Les Chiens de garde (Watchdogs)
15. L'Espace-temps (Spacetime)
16. L'Héritage (Paradise Lost)
17. Tous pour un (The Team)
18. Le Recrutement (The Singularity)
19. À feu et à sang (Failed Experiments)
20. Émancipation (Emancipation)
21. Absolution (Absolution)
22. Ascension (Ascension)

Source : titres originaux sur IMDb.com

### Quatrième saison (2016-2017)
Le 3 mars 2016, la série a été renouvelée pour une quatrième saison de vingt-deux épisodes. Elle a été diffusée du 20 septembre 2016 au 16 mai 2017 sur ABC, aux États-Unis. Cette saison est découpée en trois parties, disposant chacune de leurs propres titres.
Partie 1 : Ghost Rider
1. Ghost Rider (The Ghost)
2. Visite guidée (Meet the New Boss)
3. L'Insurrection (Uprising)
4. Têtes brûlées (Let Me Stand Next to Your Fire)
5. Sans issue (Lockup)
6. Le Bon Samaritain (The Good Samaritan)
7. De l'autre côté (Deals with Our Devils)
8. Le Cœur de démon (The Laws of Inferno Dynamics)

Partie 2 : LMD
1. Le Soulèvement de la machine (Broken Promises)
2. Le Patriote (The Patriot)
3. Illusion (Wake Up)
4. La Patate chaude (Hot Potato Soup)
5. Une vie éternelle (BOOM)
6. L'Homme derrière le SHIELD (The Man Behind the Shield)
7. La Charpente (Self Control)

Partie 3 : Les Agents d'Hydra
1. De l'autre côté du miroir (What If…)
2. Au-delà du réel (Identity and Change)
3. La Résistance (No Regrets)
4. Chasse à l'homme (All the Madame's Men)
5. L'Heure du choix (Farewell, Cruel World!)
6. Retour à la réalité (The Return)
7. Seuls contre tous (World's End)

Source : titres originaux sur IMDb.com

### Cinquième saison (2017-2018)
Le 11 mai 2017, la série a été renouvelée pour une cinquième saison et sera diffusée après les huit semaines de la série Inhumans. Le 7 octobre 2017, la diffusion a été annoncée, en étant diffusée du 1er décembre 2017 au 18 mai 2018 sur ABC, aux États-Unis.
1. Le Nouveau Monde, première partie (Orientation: Part One)
2. Le Nouveau Monde, deuxième partie (Orientation: Part Two)
3. Secteur 616 (A Life Spent)
4. Reproduction (A Life Earned)
5. Le Voyageur (Rewind)
6. La Demande (Fun and Games)
7. La Traque (Together or Not at All)
8. Le Dernier Jour (The Last Day)
9. Retour de flamme (Best Laid Plans)
10. Le Départ (Past Life)
11. Retour vers le passé (All the Comforts of Home)
12. L'Union (The Real Deal)
13. Le Principia (Principia)
14. Dr Leopold et Mr Fitz (The Devil Complex)
15. Telle mère, telle fille (Rise and Shine)
16. Les Voix intérieures (Inside Voices)
17. La Lune de miel (The Honeymoon)
18. Soumission (All Roads Lead…)
19. Je peux tout arranger (Option Two)
20. L'Ivresse du pouvoir (The One Who Will Save Us All)
21. Dilemme (The Force of Gravity)
22. Une vie de héros (The End)

Source : titres originaux sur IMDb.com

### Sixième saison (2019)
Le 14 mai 2018, la série a été renouvelée pour une sixième saison de treize épisodes. Elle a été diffusée du 10 mai 2019 au 2 août 2019.
1. Les Visiteurs (Missing Pieces)
2. Ennemi intime (Window of Opportunity)
3. Faites vos jeux (Fear and Loathing on the Planet of Kitson)
4. Code jaune (Code Yellow)
5. L'Autre Visage (The Other Thing)
6. État d'esprit (Inescapable)
7. Faux-semblants (Toldja)
8. Collision, première partie (Collision Course: Part One)
9. Collision, deuxième partie (Collision Course: Part Two)
10. Corps à corps (Leap)
11. L'Immortel (From the Ashes)
12. Le Signal (The Sign)
13. Une nouvelle vie (New Life)

Source : titres originaux sur IMDb.com

### Septième saison (2020)
Il s'agit de la dernière saison de la série.
1. Nouvelle Donne (The New Deal)
2. Le Cours de l'histoire (Know Your Onions)
3. Les Aliens communistes (Alien Commies from the Future!)
4. Hors du temps (Out of the Past)
5. Baleine sous gravillon (A Trout in the Milk)
6. Le Sens du sacrifice (Adapt or Die)
7. Bonne année 1983 (The Totally Excellent Adventures of Mack and the D)
8. Le Grand Saut (After, Before)
9. Un jour sans fin (As I Have Always Been)
10. Les Liens du sang (Stolen)
11. Imprévisible (Brand New Day)
12. Les Liens sacrés du mariage (The End Is at Hand)
13. Une raison de se battre (What We're Fighting For)